# Kapitálocén

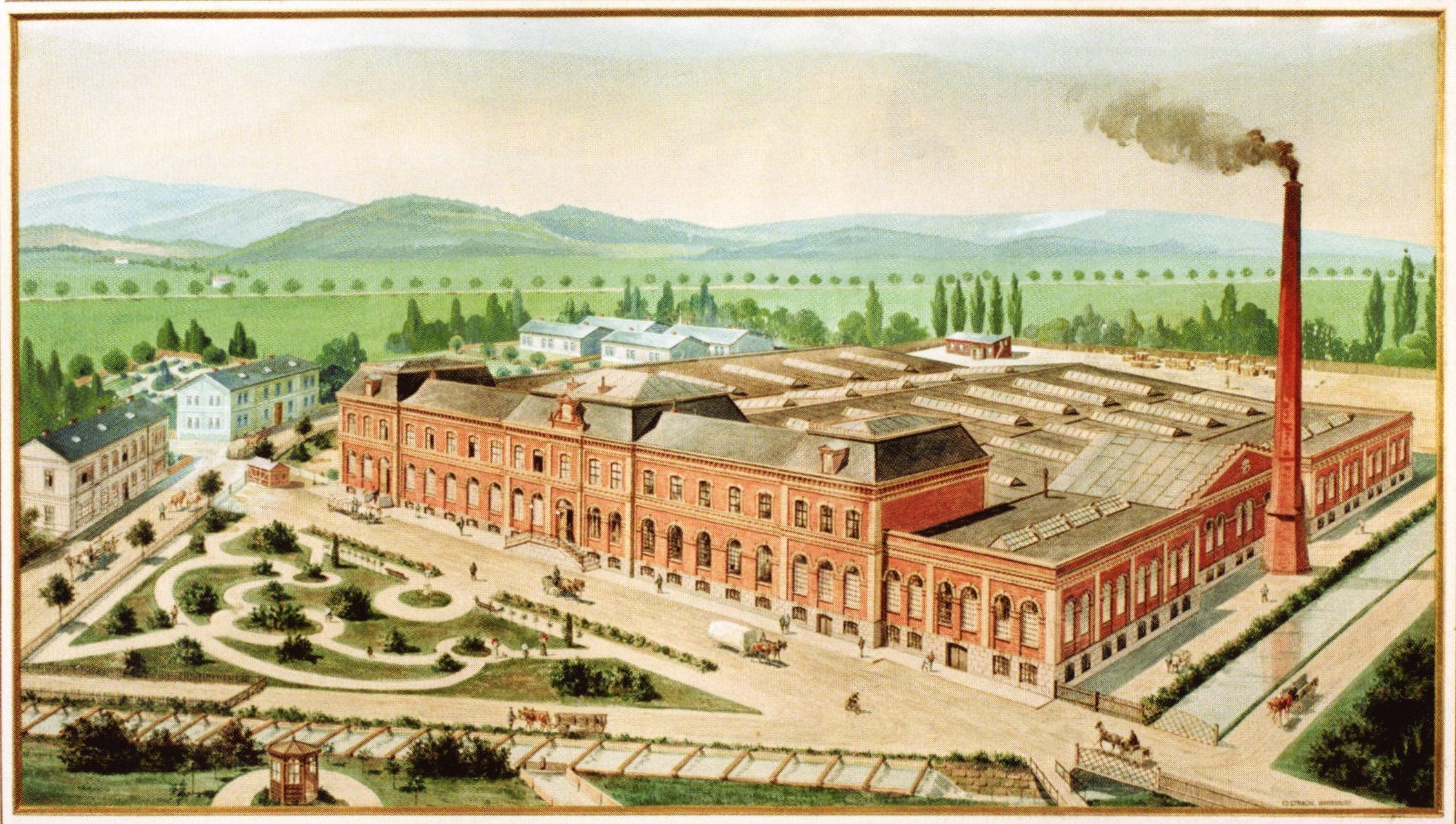
Lembergerova továrna ve Frýdku-Místku

Kapitálocén (nebo také v angličtině capitalocene) je navržená geologická epocha, která představuje alternativu k termínu antropocén - ten ukazuje lidstvo jako druh, který se dostává k moci nad zbytkem zemského systému. Zatímco v antropocénu je člověk považován za hlavní geologickou sílu, kapitálocén klade hlavní důraz na specifickou roli kapitalismu a jeho vliv na změny v přírodních procesech. Tento termín vychází z přesvědčení, že devastace přírody a vykořisťování přírodních zdrojů jsou následky aktivit nejbohatší části společnosti, která těží z kapitalistického systému.

## Definice a význam kapitálocénu
Jedná se o kritiku antropocénu jako geohistorického konceptu a jeho hlubší filozofií zabývající se lidstvem a přírody. Zároveň ale také kapitálocén lze vnímat jako druh geopolitické poezie, tedy doslovně jako „zemská poezie“.
Na druhou stranu, historický materialismus vyzdvihuje i například pracovní proces a třídní boj. Třída a práce jsou totiž pro tezi kapitálocénu důležitými vztahy, prostřednictvím nichž kapitalismus formuje prostředí a je formován kombinací životních procesů. Tato kritika přístupu „člověk versus příroda“ umožňuje rozvinout tezi kapitálocénu, která přesahuje rámec teoretických úvah a rekonstruuje historické kořeny planetární krize, jež jsou zakotveny v imperialismu, třídním boji a globální akumulaci kapitálu, vše v kontextu propojenosti života.
V tomto pohledu nejsou třída a kapitál pouze hlavními důvody planetární krize, ale stávají se nástroji, které nám pomáhají zkoumat moc, zisk a život v moderním světě.

## Počátky kapitálocénu
Jedna z hlavních osob, které se zabývají termínem kapitálocén, Andreas Malm, označuje jako počátek kapitálocénu finanční krizi z roku 1825, která byla jedním z klíčových momentů, jelikož majitelé továren začali nahrazovat manuální práci stroji. Ačkoli tito pracovníci byli levnější, bylo náročné zabránit krádežím. Na první pohled byla myšlenka využití parního stroje nelogická, jelikož byla finančně více nákladná než vodní energie. Když vezmeme v potaz, k jakým rozporům docházelo mezi kapitalisty (v uvedeném příkladu tedy továrníky) kvůli neshodám o regulaci toku vody a jeho spravedlivému rozdělení. Další výhodou páry jako zdroje energie bylo to, že obecně parní stroje byly mnohem mobilnější.
Jason W. Moore, další z významných osob zabývající se termínem kapitálocén, považuje za počátky spíše 16. a 17. století. Oba však souhlasí s Marxem, že kapitalismus je založen na neustálé akumulaci kapitálu, což vede k čím dál větším konfliktům mezi člověkem a přírodou.

## Vztah mezi antropocénem a kapitálocénem
Antropocén a kapitálocén jsou propojené, ale vycházejí z jiného typu analýz. Antropocén se zaměřuje obecně na lidský vliv na planetu, zatímco kapitálocén specifikuje, že tento vliv vychází z kapitalistických způsobů výroby, které nehledí na ekologické a klimatické změny. Antropocén se zaměřuje na lidskou odpovědnost obecně, kapitalocén vychází z toho, že odpovědnost leží především v historickém a ekonomickém rámci kapitalismu.
Podle kritiků antropocénu jako Jason Moore je tedy tento koncept neúplný, protože nezohledňuje hlubší příčiny environmentálních krizí například kapitalistickou ekonomiku, která podporuje devastaci přírodních zdrojů za účelem výdělku. Kapitálocén nám tedy může pomoci lépe pochopit, jak a proč ekologická krize souvisí s naší historií a hospodářstvím.